# Pastisseria Batlle
La Pastisseria Batlle o Can Batlle és un emblemàtic comerç que ocupa la planta baixa de l'edifici al núm. 6 del carrer d'Ullà a la vila de Torroella de Montgrí (Baix Empordà) inclosa en l'Inventari del Patrimoni Arquitectònic de Catalunya. La botiga va ser fundada l'any 1880, segons consta en el rètol de la planta baixa. El 1929 s'hi va fer una reforma i es va decorar de nou d'acord amb els plantejaments estilístics de l'art déco característics de l'època.
El plafó publicitari situat a la banda esquerra de la façana està signat per l'il·lustrador Rafael de Penagos. Es tracta del tema "l'home negre amb la xicra", guanyador del concurs de cartell convocat el 1924 i que popularitzava les xocolates Amatller. La decoració inclou, a més, la façana del primer pis. A la part exterior de la botiga hi ha plafons decorats amb motius florals i la data del 1880. Una motllura de ceràmica verda separa la botiga del primer pis. Aquesta part de la façana conté la decoració més interessant del conjunt: al centre un rètol en vidre pintat emmarcat en fusta amb el nom de l'establiment i envoltat d'esgrafiats, i a banda i banda plafons publicitaris de vidre pintat, interessants pel seu valor tipològic.